# Metrosideros diffusa
Metrosideros diffusa is een soort klimplant uit de mirtefamilie (Myrtaceae). In het Engels staat de soort bekend als white rātā of climbing rātā en in het Maori als akakura.
De soort is endemisch in Nieuw-Zeeland en komt voor in laaglandbossen op het Noordereiland, het Zuidereiland en Stewarteiland. 
... · 
M. albiflora · 
M. diffusa · 
M. excelsa (Pohutukawa) · 
M. fulgens · 
M. kermadecensis · 
M. perforata · 
M. polymorpha (Ohia lehua)
M. robusta (Noordelijke rata) · 
M. umbellata (Zuidelijke rata) · 
...